# Роґожек
Роґожек (пол. Rogożek) — село в Польщі, у гміні Ґловачув Козеницького повіту Мазовецького воєводства.
Населення — 23 особи (2011).
У 1975-1998 роках село належало до Радомського воєводства.

## Демографія
Демографічна структура станом на 31 березня 2011 року:
|          | Загалом | Допрацездатний вік | Працездатний вік | Постпрацездатний вік |
| -------- | ------- | ------------------ | ---------------- | -------------------- |
| Чоловіки | 14      | 2                  | 10               | 2                    |
| Жінки    | 9       | 1                  | 5                | 3                    |
| Разом    | 23      | 3                  | 15               | 5                    |